# Алексанян, Артур Геворгович
Артур Геворгович Алексанян (арм. Արթուր Գևորգի Ալեքսանյան; род. 21 октября 1991, Кумайри) — армянский борец греко-римского стиля, олимпийский чемпион 2016 года, 4-кратный чемпион мира (2014, 2015, 2017, 2022), 7-кратный чемпион Европы (2012—2014, 2018, 2020, 2023, 2024). Самый титулованный армянский спортсмен XXI века.

## Биография

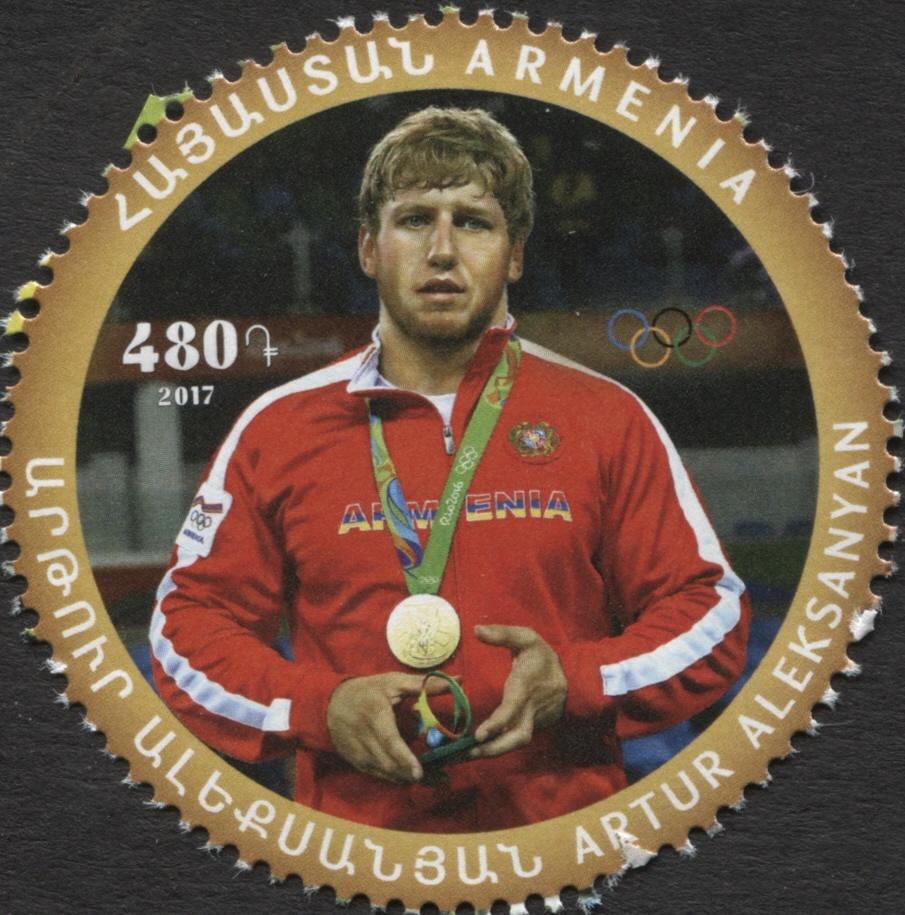
Почтовая марка Армении, 2017

Родился 21 октября 1991 года в Гюмри. Начал заниматься греко-римской борьбой в возрасте 8 лет под руководством своего отца, заслуженного тренера Армении Геворга Алексаняна. В 2007—2010 годах выступал в юниорских соревнованиях. В 2010 году становился чемпионом мира среди юниоров в весовой категории до 84 кг.
В 2011 году перешёл в более тяжёлую весовую категорию. После победы на чемпионате Армении среди взрослых был включён в состав национальной сборной страны. На дебютном для себя чемпионате Европы в Дортмунде дошёл до финала, где уступил белорусскому борцу Тимофею Дейниченко. В 2012 году на чемпионате Европы в Белграде завоевал золотую медаль. По ходу этого турнира он выиграл 5 схваток, отдав соперникам лишь 1 балл. Вскоре после этого стал победителем лицензионного турнира Софии и получил право выступить на Олимпийских играх в Лондоне. В четвертьфинале олимпийского турнира проиграл будущему чемпиону Гасему Резаи (Иран), но в дальнейшем, победив борцов из Турции и Кубы, выиграл бронзовую медаль.
В течение следующего четырёхлетнего цикла по два раза побеждал на чемпионатах Европы (2013, 2014) и мира (2014, 2015), подойдя к Олимпийским играм в Рио-де-Жанейро в статусе одного из главных фаворитов. В ходе олимпийского турнира, уверенно победив борцов из Италии, Румынии, Турции и Кубы, завоевал золотую медаль, ставшую лишь второй золотой наградой для Армении, после того как она стала выступать на Олимпиадах отдельной командой. На церемонию награждения Алексанян вышел в майке с изображением армянского военнослужащего Роберта Абаджяна, погибшего в ходе вооружённых столкновений в апреле 2016 года в Нагорном Карабахе между армянскими и азербайджанскими вооруженными силами. Министерство молодёжи и спорта Азербайджана выразило недовольство этим поступком Алексаняна, назвав его злоупотреблением Арменией победой спортсмена и попыткой политизировать спортивную арену.
В следующем олимпийском цикле выступал менее успешно и стабильно, что было связано с серьёзными травмами, которые стали его преследовать после третьей победы на чемпионатах мира в 2017 году. Так, в 2018 году на чемпионате мира в Будапеште он был вынужден сняться со схватки за бронзу с иранцем Мехди Алияри, а в 2019 году на чемпионате мира в Нур-Султане по решению врачебной комиссии не вышел на финальный поединок против россиянина Мусы Евлоева. На Олимпийских играх в Токио продолжал испытывать болевые ощущения, не позволявшими бороться в полную силу, но, выиграв три схватки, смог дойти до финала, где уступил Евлоеву и стал серебряным призёром.
В 2019 году Артур Алексанян стал послом доброй воли ЮНИСЕФ в Армении.
«Для меня большая честь стать послом доброй воли. Предложение я принял сразу, поскольку оно связано с будущим детей», — сказал Алексанян.
В 2022 году пропустил чемпионат Европы, а на чемпионате мира в Белграде, победив борцов из Турции, Кыргызстана, Ирана и Болгарии, завоевал золотую медаль.
Став семикратным чемпионом Европы на чемпионате в Бухаресте, Артур Алексанян опередил другого армянского борца Армена Назаряна, который является шестикратным чемпионом Европы и стал первым в истории армянским борцом становившимся чемпионом Европы 7 раз.
На летних Олимпийских играх 2024 года в Париже, в весовой категории до 97 кг стал обладателем серебряной медали. В финальной схватке уступил иранскому спортсмену Мохаммадхади Сарави.

## Признание
- Орден «За заслуги перед Отечеством» 1-й степени (7 сентября 2016) — за блестящую победу на 31-х летних Олимпийских играх, состоявшихся в Рио-де-Жанейро в 2016 году, за достойное представление Армении миру[4].
- Орден «За заслуги перед Отечеством» 2-й степени (16 сентября 2015) — по случаю Дня Независимости Республики Армения, за вклад в развитие физической культуры и спорта, а также за блестящую победу на чемпионате мира по греко-римской борьбе 2015 года[5].
- Медаль «За заслуги перед Отечеством» 1-й степени (16 сентября 2014) — за большой вклад в развитие физической культуры и спорта, а также блестящую победу в соревнованиях по борьбе[6].
- Медаль Мовсеса Хоренаци (24 декабря 2012) —  за успехи, достигнутые на XXX летних Олимпийских играх, проходивших в Лондоне в 2012 году, а также за вклад, внесённый в развитие физической культуры и спорта[7].
- Почётный гражданин Еревана (2016)[8].
- Почётный гражданин Гюмри (2016)[9].
- В 2014[10], 2015[11], 2016[12] и 2017[13] годах Федерацией спортивных журналистов Армении признавался лучшим спортсменом года в стране.
- В 2017 году в Армении выпущена почтовая марка, посвящённая Артуру Алексаняну[14].

## Семья
Старший брат Артура Рафаел Алексанян (род. 1988) тоже занимался греко-римской борьбой, в 2016 году становился чемпионом Армении, в середине 2010-х годов входил в сборную этой страны, участвовал в её составе в соревнованиях на Кубок мира (2014, 2015) и в чемпионате Европы (2017).